# 웨이라이커쉐청역
웨이라이커쉐청역(중국어: 未来科学城站, 미래 과학성역)은 중국 베이징시 창핑구 베이차이진 루투안 마을 베이징 미래과학성 동부 지구 남부 지역 미래과학성로 잉차이 남1가 교차로에 위치한 베이징 지하철 17호선의 지하철역으로 2023년 12월 30일 17호선 북부 구간 개통과 함께 개장하였다.

## 역사
이 역은 2021년 7월 17호선 역명 계획에서 "웨이라이커쉐청난(미래과학성 남)역"으로 명명되었으며, 2023년 6월 28일에 "웨이라이커쉐청(미래과학성)역"으로 변경되었고, 2023년 12월 30일에 첫 열차가 운행되었다.

## 역 구조
이 역은 지하 3층 3경간 섬식 승강장의 구조로, 총 길이 496.8m, 본관 총 폭 23.7m, 승강장 총 길이 375.1m, 유효 플랫폼 길이는 186m, 총 플랫폼 너비는 14m이다. 특히, 이 역의 중앙 대합실은 버스 환승 센터 도입의 필요성으로 인해 비요금 구역으로 설계되었으며, 역 중앙 대합실도 북쪽과 남쪽 2개의 유료 구역으로 나누어진다.
이 부지의 천장에는 "창궁 미래"《苍穹未来》라는 공공미술 작품이 장식되어 있다.
| 지면     |                                 | 출입구                                       |
| 지하 1층 | 이중층                          | C출구 침하 공간, 전용 버스 터미널 입구       |
| 지하 2층 | 대합실                          | 티켓 서비스, 자동 티켓 판매기, 출입 게이트   |
| 지하 3층 | ←                               | ■ 17호선 웨이라이커쉐청베이 방면 (시·종착역) |
| 지하 3층 | 섬식 승강장, 왼쪽 출입문이 열림 |                                              |
| 지하 3층 | →                               | ■ 17호선 자후이후 방면 (톈퉁위안둥)          |

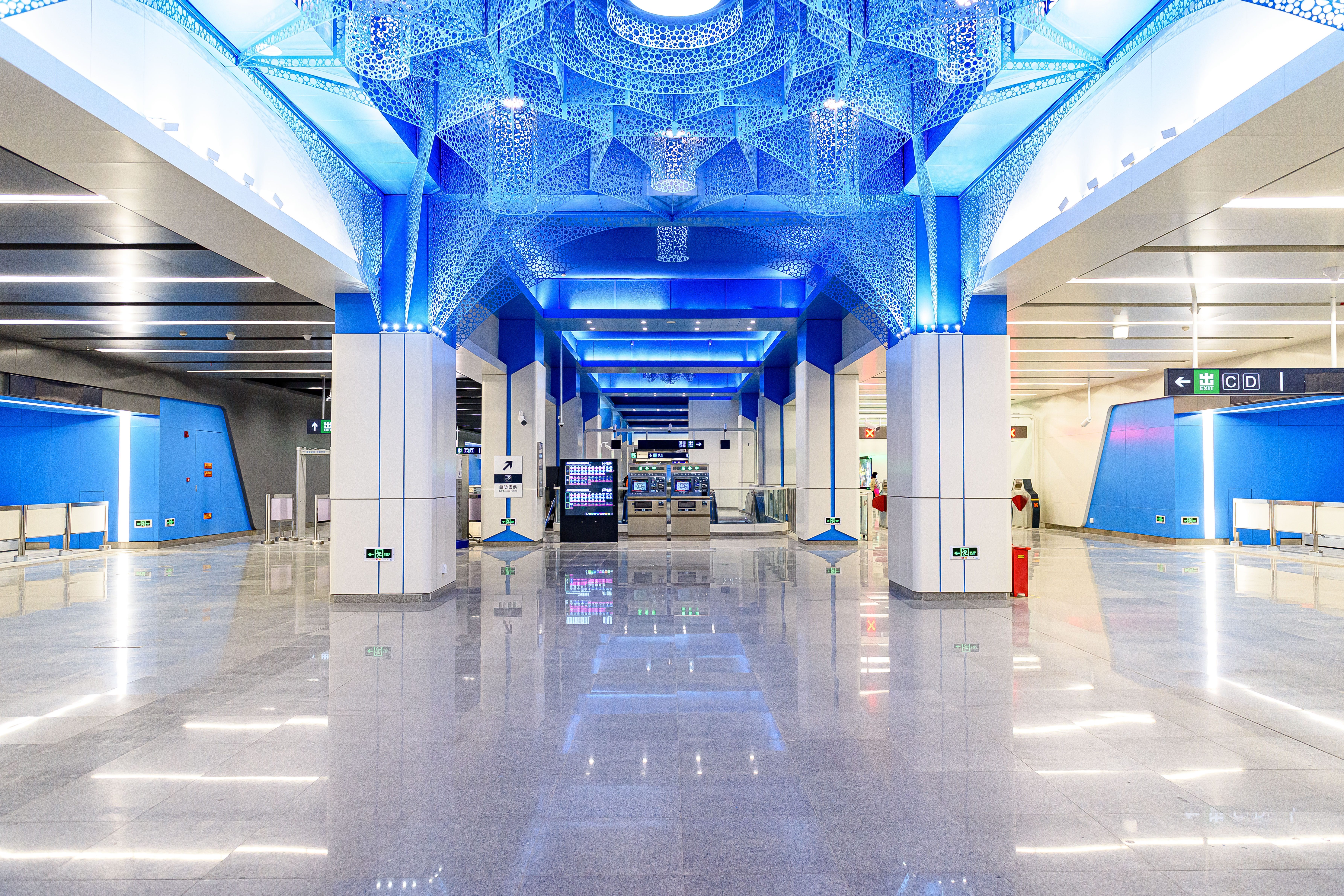
대합실 중앙부
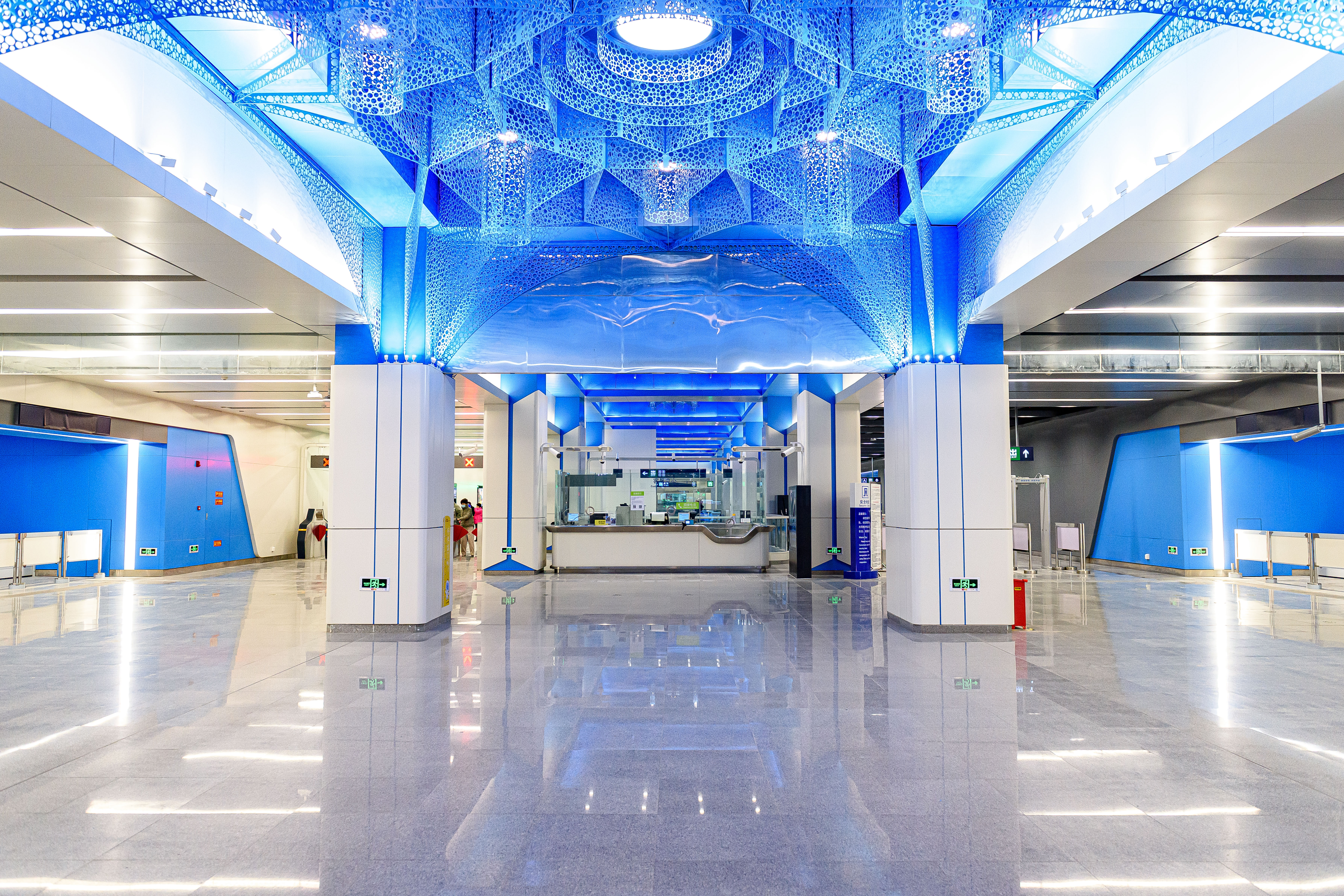
대합실 중앙부
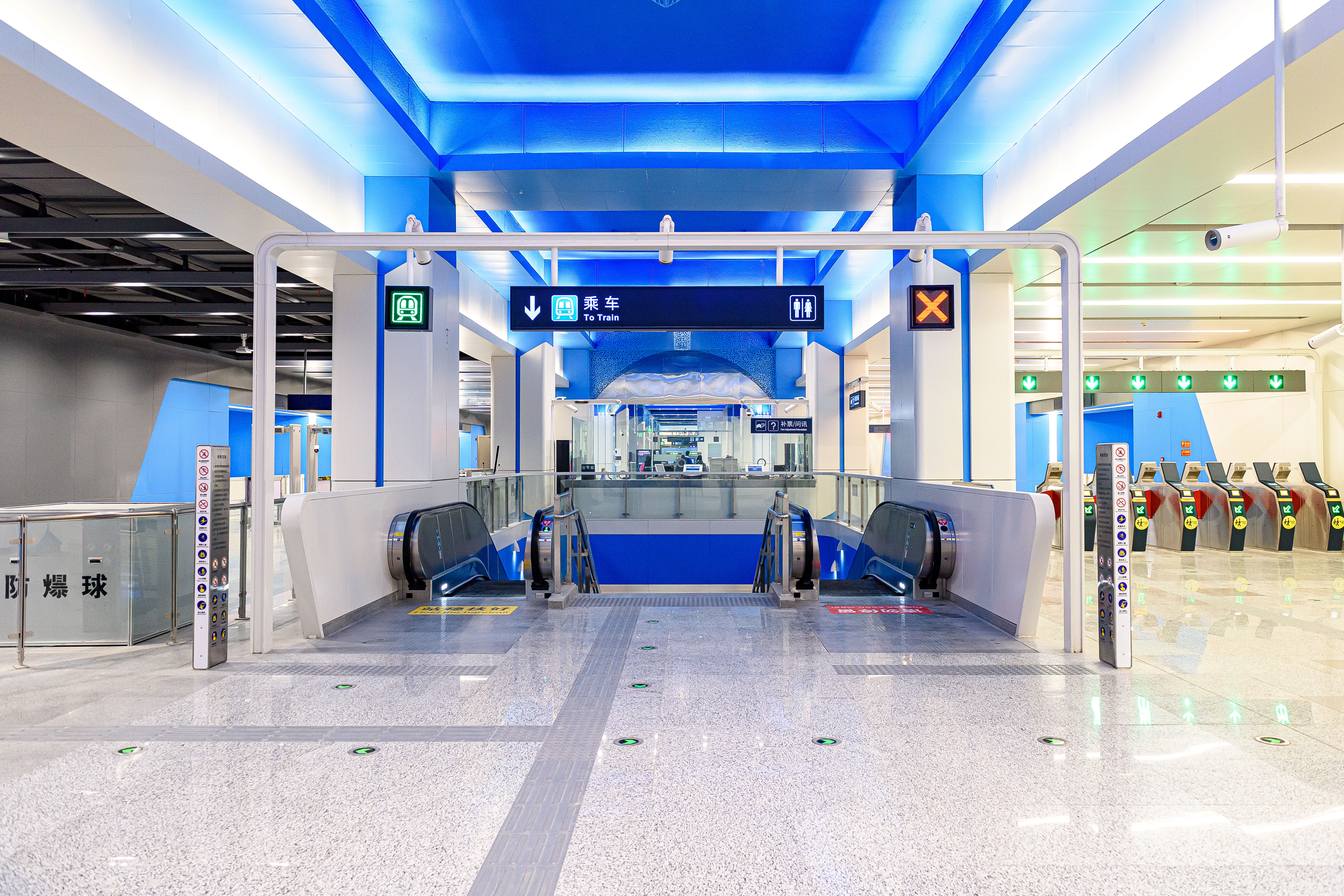
북부 대합실 유료 구역
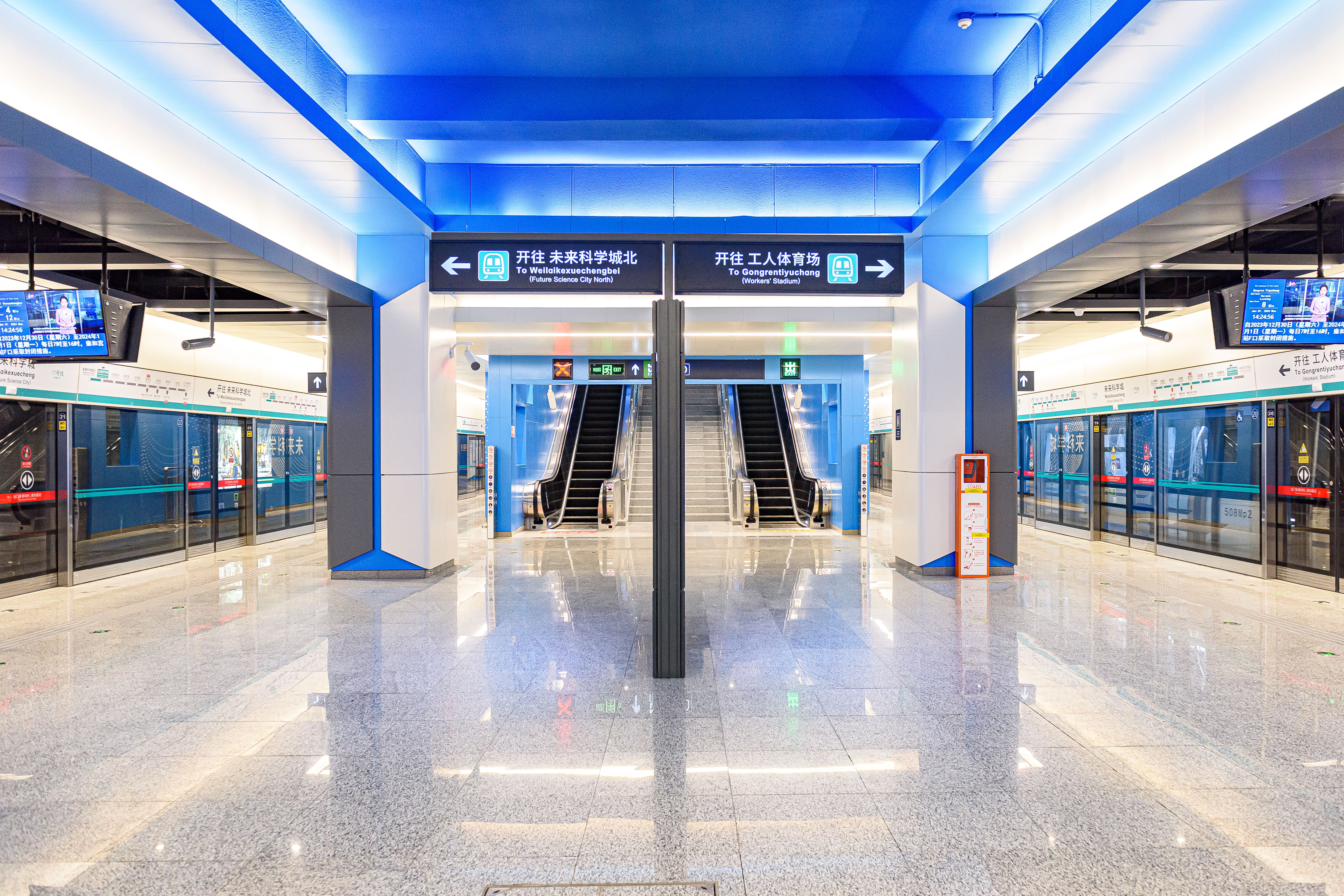
대합실 중앙부

## 출구
이 역은 현재 4개의 출입구가 개방되어 있다.
|                         |                              |                                                      |      |             |
| 출구                    | 지시                         | 출구 인근                                            | 사진 | 무장애 시설 |
| 出口 · A                | 잉차이 남1가(英才南一街)     | 英才南一街、岭上东路                                 |      |             |
| 出口 · B                | 미래과학성로(未来科学城路)   | 미래과학성로(未来科学城路), 잉차이 남1가(英才南一街) |      | 빈칸        |
| 出口 · C                | 잉차이 남1가(英才南一街)     | 잉차이 남1가(英才南一街), 미래과학성로(未来科学城路) |      | 빈칸        |
| 出口 · D                | 미래과학성로(未来科学城路)   | 미래과학성로(未来科学城路), 잉차이 남2가(英才南二街) |      | 빈칸        |
| (임시영업)              | 버스 환승 센터(公交换乘大厅) |                                                      |      | 빈칸        |
| (임시영업)              | 버스 환승 센터(公交换乘大厅) |                                                      |      | 빈칸        |
| 아이콘 설명: 엘리베이터 |                              |                                                      |      |             |